# Dürnten
Dürnten (toponimo tedesco) è un comune svizzero di 7 530 abitanti del Canton Zurigo, nel distretto di Hinwil.

## Monumenti e luoghi d'interesse

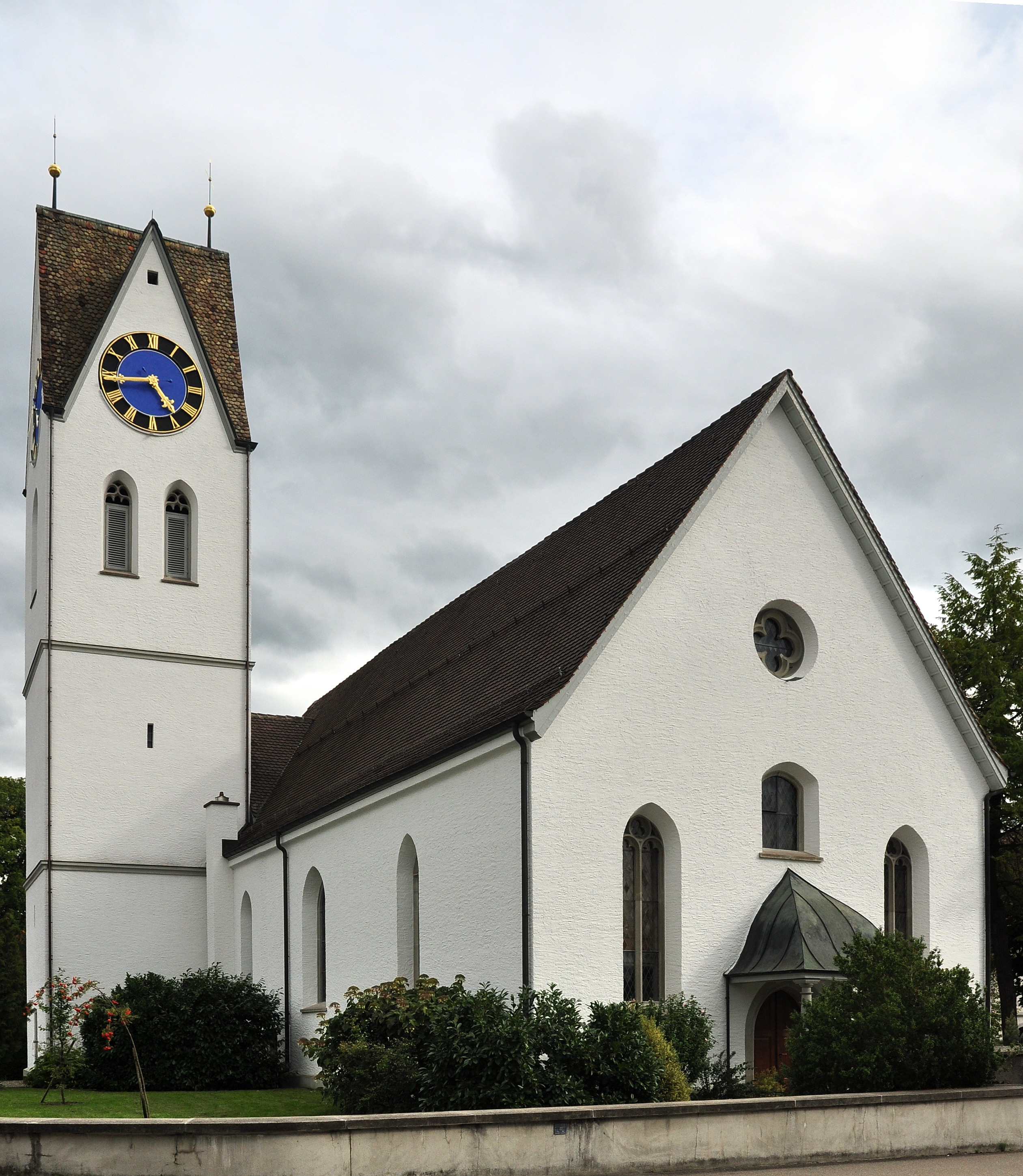
La chiesa di Sant'Agata

- Chiesa riformata, eretta nel 700 circa e ricostruita nel 1517-1521[1];
- Chiesa cattolica in località Tann, eretta nel 1879 e ricostruita nel 1965-1967[1].

## Società

### Evoluzione demografica
L'evoluzione demografica è riportata nella seguente tabella:
Abitanti censiti

## Infrastrutture e trasporti
Dürnten è servito dalla stazione di Tann-Dürnten sulla Tösstalbahn.

## Amministrazione
Ogni famiglia originaria del luogo fa parte del cosiddetto comune patriziale e ha la responsabilità della manutenzione di ogni bene ricadente all'interno dei confini del comune.